# Barton Hills, Michigan
Barton Hills är en ort i Washtenaw County, Michigan, USA.